# Frederick Simpson
Pour les articles homonymes, voir Simpson.
Frederick Simpson, né en mars 1878 et mort en mai 1945, est un athlète canadien du peuple Mississaugas qui participe aux Jeux olympiques de 1908.
Il est né dans la réserve indienne d'Alderville, en Ontario. Il reçoit une invitation à faire partie de l'équipe olympique canadienne en raison de ses performances à la course sur route Peterborough Examiner et à la course sur route Hamilton Herald, où il termine respectivement troisième et deuxième. Simpson prend le départ du marathon olympique et termine sixième.
Simpson devient professionnel en 1909 en faisant des courses au Canada et aux États-Unis. En 1988, Simpson est intronisé au Peterborough & District Sports Hall of Fame.